# Abdullah Goran
Abdullah Goran, född 1904, död 1962, var en kurdisk poet.
Hans författarskap behandlar främst kärlek och skönhet och han influerades av poeter som Lord Byron, Oscar Wilde och Henri de Régnier.  I dikten Berde-nûsêk (En gravsten) fördömde Goran hedersmord.